# عسل‌یاب پشت‌سبز
عسل‌یاب پشت‌سبز (نام علمی: Prodotiscus zambesiae)، که همچنین به عنوان عسل‌یاب پشت‌سبز شرقی و عسل‌یاب نوک‌باریک شناخته می‌شود، گونه‌ای از پرندگان تیرهٔ عسل‌یابان (Indicatoridae) و این یک انگل لانه از چشم‌سفید زرد شمالی است.
در آنگولا، بوتسوانا، جمهوری دموکراتیک کنگو، کنیا، مالاوی، موزامبیک، نامیبیا، تانزانیا، زامبیا و زیمبابوه یافت می‌شود.